# Vårstarr
Vårstarr (Carex caryophyllea) är ett flerårigt halvgräs inom släktet starrar. Den är en ganska späd, löst tuvad starr som blir 5-30 cm hög med korta ljusgröna blad. Axen är uppdelade i han- och honax med ett ensamt hanax i toppen. Honaxen som sitter endast kort avskiljda är något avlånga till formen. Fruktgömmena är tätt håriga och täcks nästan helt av ljusbruna axfjäll med grön mittnerv. Då arten blommar redan i maj är det en av de tidigaste starrarterna. 

## Förväxlingsarter
Vårstarr kan sammanblandas med backstarr (C.ericetorum) som ofta växer på samma platser. Denna har dock en allmänt mörkare färg och tydligt vitkantade axfjäll.

## Växtplats och ekologi
Arten växer på torr till frisk, öppen gräsmark. Typiska lokaler är torrbackar, hällmarker och naturbetesmarker.

## Utbredning
Vårstarr är vanlig i de södra delarna av Norden upp till Jämtland, södra Finland och sydligaste Norge. Den blir sällsyntare mot nordgränsen. Världsutbredningen utsträcker sig till Europa och angränsande delar av Asien. I takt med att naturliga fodermarker minskar och växer igen har populationen i Sverige minskat. Arten är sedan 2020 rödlistad som starkt hotad. Den har tidigare (2010 och 2015) bedömts som livskraftig.

## Bildgalleri

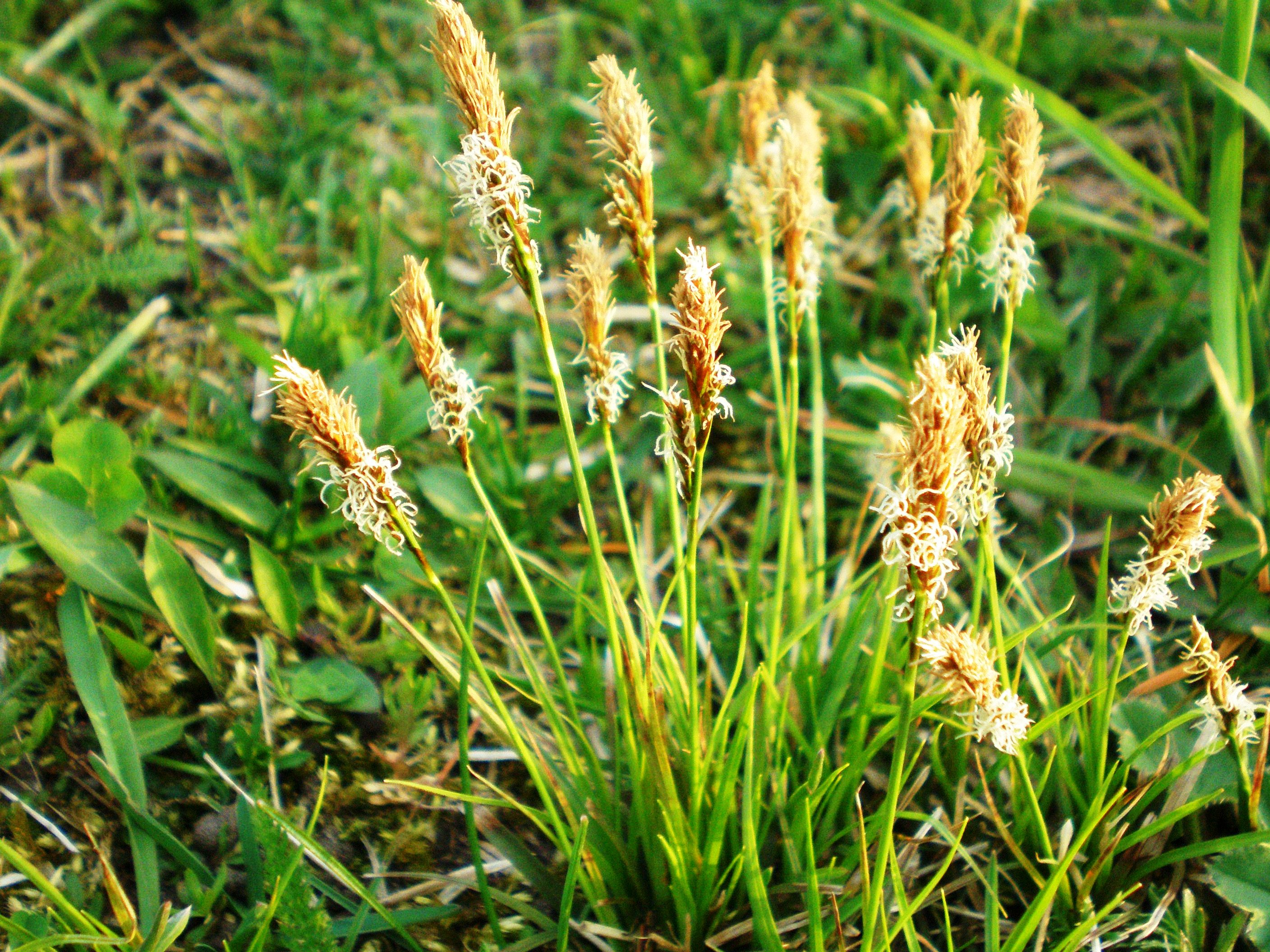
Blommande planta.
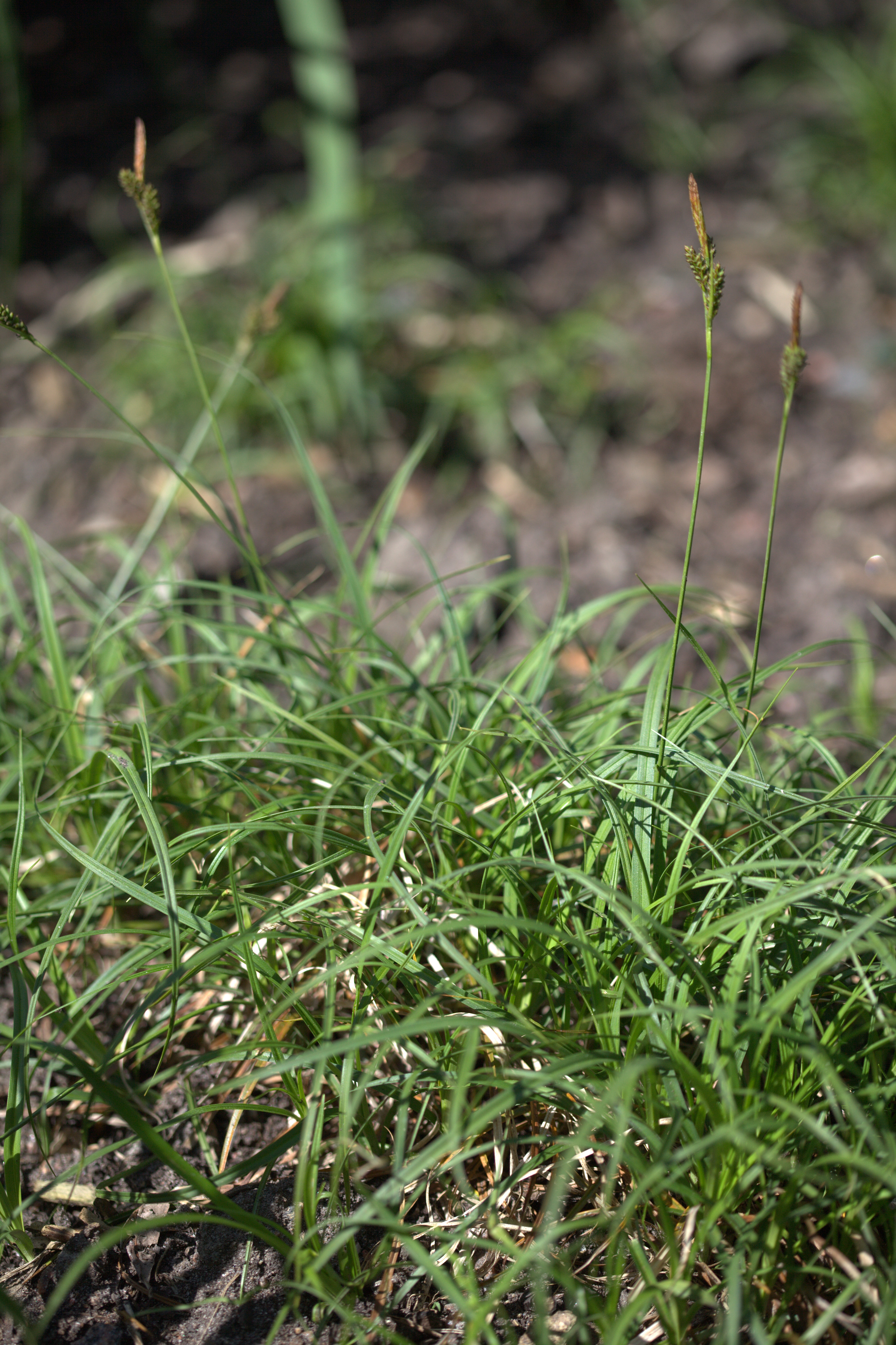
Varietén 'The Beatles' just innan blomning.